# Список послов СССР и России в Австралии
В статье представлен список послов СССР и России в Австралии.

## Хронология дипломатических отношений
- Март 1857 г. — установлены консульские отношения.
- 10 октября 1942 г. — установлены дипломатические отношения на уровне миссий.
- 15 июля 1947 — 5 февраля 1948 г. — миссии преобразованы в посольства.
- 23 апреля 1954 г. — СССР отозвал посольство из Австралии[1].
- 1954—1959 гг. — дипломатические отношения со стороны СССР осуществлялись через посольство в Новой Зеландии.
- 12 марта 1959 г. — достигнута договорённость о возвращении посольства в Канберру.

## Список послов
| Срок полномочий                   | Посол                         | Годы жизни | Вручение верительных грамот | Комментарии                              |
| --------------------------------- | ----------------------------- | ---------- | --------------------------- | ---------------------------------------- |
| СССР                              |                               |            |                             |                                          |
| 13 октября 1942 — 7 декабря 1944  | Андрей Петрович Власов        | 1905—1983  |                             | Посланник                                |
| 7 декабря 1944 — 16 июля 1953     | Николай Михайлович Лифанов    | 1904—1975  | 12 июля 1945                | Посланник до 10 апреля 1948, затем посол |
| 16 июля 1953 — 23 апреля 1954     | Николай Иванович Генералов    | 1905—1990  | 14 октября 1953             |                                          |
| 23 июня 1959 — 6 февраля 1963     | Иван Фёдорович Курдюков       | 1911—1977  | 10 августа 1959             |                                          |
| 6 февраля 1963 — 20 октября 1966  | Виталий Абрамович Логинов     | 1910—1979  | 24 апреля 1963              |                                          |
| 20 октября 1966 — 24 июня 1970    | Николай Яковлевич Тараканов   | 1913—1991  | 12 января 1967              |                                          |
| 24 июня 1970 — 14 июля 1972       | Николай Николаевич Месяцев    | 1920—2011  | 15 июля 1970                |                                          |
| 14 июля 1972 — 14 января 1975     | Дмитрий Петрович Мусин        | 1920—2002  | 5 сентября 1972             |                                          |
| 14 января 1975 — 20 октября 1979  | Александр Васильевич Басов    | 1912—1988  | 12 февраля 1975             |                                          |
| 20 октября 1979 — 24 апреля 1983  | Николай Георгиевич Судариков  | 1913—2000  | 28 ноября 1979              |                                          |
| 24 апреля 1983 — 28 августа 1990  | Евгений Матвеевич Самотейкин  | 1928—2014  | 6 мая 1983                  |                                          |
| 28 августа 1990 — 25 декабря 1991 | Вячеслав Иванович Долгов      | 1937—      |                             |                                          |
| Российская Федерация              |                               |            |                             |                                          |
| 25 декабря 1991 — 11 ноября 1993  | Вячеслав Иванович Долгов      | 1937—      |                             |                                          |
| 11 ноября 1993 — 6 сентября 1997  | Александр Прохорович Лосюков  | 1943—2021  |                             |                                          |
| 31 августа 1998 — 20 июля 2001    | Рашит Луфтулович Хамидулин    | 1936—2013  |                             |                                          |
| 20 июля 2001 — 10 ноября 2005     | Леонид Петрович Моисеев       | 1948—      |                             |                                          |
| 10 ноября 2005 — 29 июня 2010     | Александр Викторович Блохин   | 1951—      |                             |                                          |
| 29 июня 2010 — 28 июля 2016       | Владимир Николаевич Морозов   | 1949—      |                             |                                          |
| 28 июля 2016 — 3 апреля 2019      | Григорий Семёнович Логвинов   | 1956—      | 12 октября 2016             |                                          |
| 3 апреля 2019 — 18 апреля 2025    | Алексей Викторович Павловский | 1962—      | 20 мая 2019                 |                                          |
| 18 апреля 2025 — наст. время      | Юлия Руслановна Громыко       |            |                             | Временный поверенный в делах             |